# Saxacalli
Saxacalli es una localidad de Guyana, ubicada en la orilla oeste del río Esequibo, a 40 km al sur de Parika. Tiene una población de alrededor de 250 personas. 
Originalmente, fue una antigua comunidad arahuaco y fue fundada alrededor de 1800 por misioneros anglicanos. Su nombre significa "martín pescador" en lengua arahuaco.
Su población actual refleja la etnicidad de Guyana. La vida en Saxacalli se basa en la tala a pequeña escala, la agricultura y algo de turismo, principalmente por el uso de su famosa playa por parte de los operadores de excursiones de un día. El pueblo no es accesible por carretera, ni tiene una fuente de electricidad.
La ciudad está ubicada dentro de Guayana Esequiba, una región reclamada por Venezuela.